# Tipula (Vestiplex) eurydice
Tipula (Vestiplex) eurydice is een tweevleugelige uit de familie langpootmuggen (Tipulidae). De soort komt voor in het Oriëntaals gebied.